# دوغلاس ستيوارت
دوغلاس ستيوارت هو مونتير كندي، ولد في 27 مارس 1919 في فانكوفر في كندا، وتوفي في 3 مارس 1995 في لوس أنجلوس في الولايات المتحدة.

## وصلات خارجية
- دوغلاس ستيوارت على موقع IMDb (الإنجليزية)
- دوغلاس ستيوارت على موقع ألو سيني (الفرنسية)
- دوغلاس ستيوارت على موقع أول موفي (الإنجليزية)
- دوغلاس ستيوارت على موقع قاعدة بيانات الأفلام السويدية (السويدية)
- دوغلاس ستيوارت على موقع قاعدة بيانات الفيلم (الإنجليزية)
- دوغلاس ستيوارت على موقع كينوبويسك (الروسية)